# Provincia de Sabaya
La provincia de Sabaya es una provincia boliviana que se encuentra en el Departamento de Oruro y tiene como capital provincial a la localidad de Sabaya. Tiene una superficie de 5.885 km², y una población de 10 924 habitantes (INE 2012).

## Historia
La provincia fue creada con el nombre de provincia Atahuallpa el 26 de diciembre de 1959. Fue renombrada a Provincia Sabaya por una ley promulgada por Jorge Quiroga Ramírez en 2001. El primer nombre, de origen incaico y referente al soberano inca Atahualpa no guardaba relación cercana con el territorio de esta provincia ni con el origen étnico de sus habitantes, predominantemente Aymaras y Urus.
Desde 2017, Fernando Fernández es el subgobernador de la provincia.

## Geografía
La provincia está en la parte occidental del departamento de Oruro, al oeste del país. Limita al norte con la provincia de Sajama, al oeste con la República de Chile y la provincia de Mejillones, al sur con el departamento de Potosí, y al este con las provincias de Ladislao Cabrera y Litoral. Se encuentra a una altitud media de 3975 m s. n. m.

## Demografía
De acuerdo con el censo boliviano de 2024, la población de la provincia de Sabaya es de 19 258 habitantes.
La población de la provincia ha aumentado más de cinco veces en las últimas tres décadas:
| Año  | Habitantes | Fuente |
| ---- | ---------- | ------ |
| 1992 | 3 567      | Censo  |
| 2001 | 7 114      | Censo  |
| 2012 | 10 924     | Censo  |
| 2024 | 19 158     | Censo  |

| Gráfica de evolución demográfica de la provincia de Sabaya entre 1992 y 2012 |
|                                                                              |
| Fuente: Instituto Nacional de Estadística de Bolivia                         |

## Municipios
La Provincia de Sabaya está compuesta de 3 municipios, los cuales son:
- Sabaya
- Coipasa
- Chipaya